# Jeremy Scahill

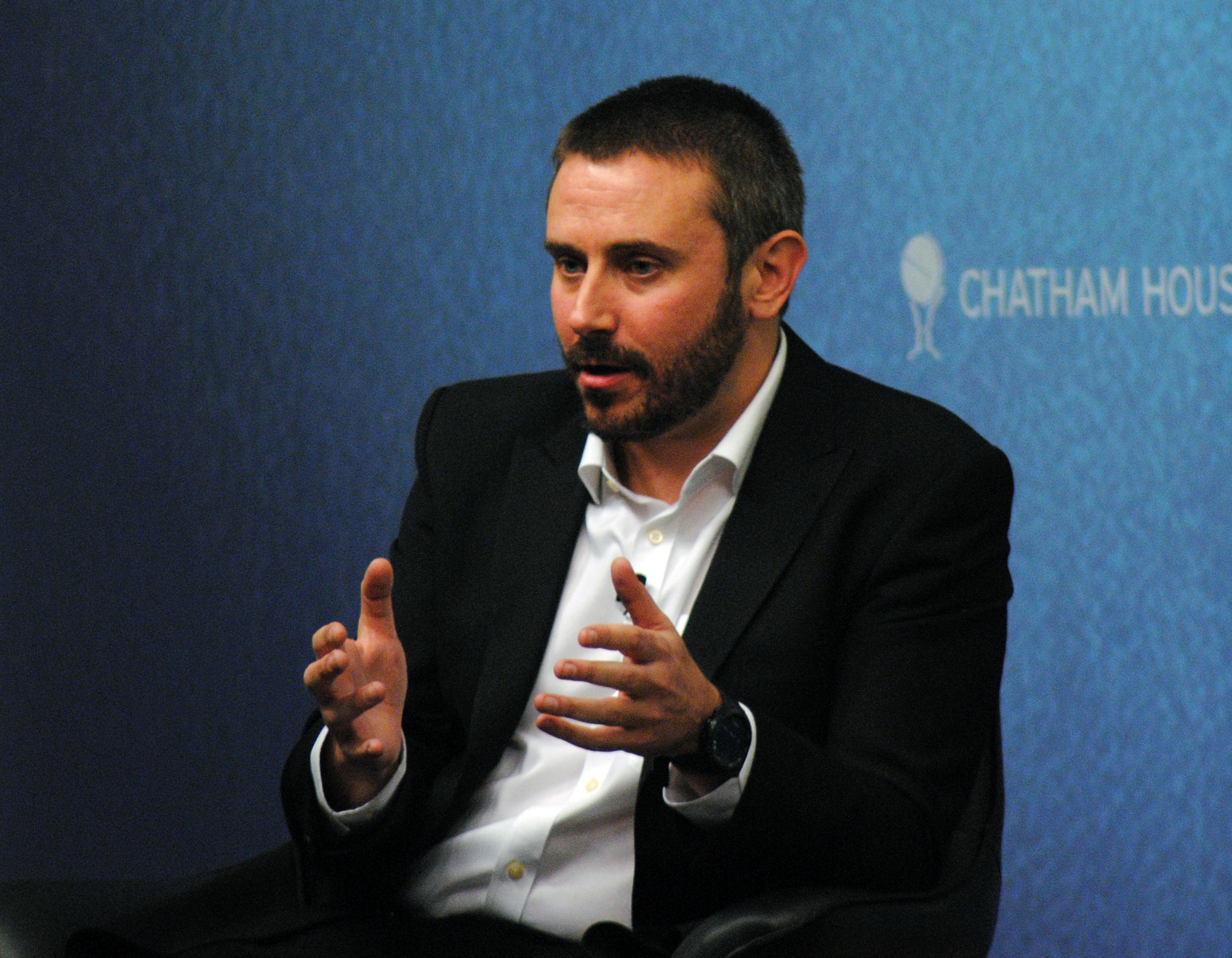
Jeremy Scahill bei Chatham House, 2013

Jeremy Scahill (* 18. Oktober 1974 in Chicago) ist ein US-amerikanischer Journalist, Autor und Filmemacher, hauptsächlich bekannt für das Buch Blackwater: Der Aufstieg der mächtigsten Privatarmee der Welt und sein später verfilmtes Werk Schmutzige Kriege – Dirty Wars.
Er ist Korrespondent für Sicherheitspolitik beim Magazin The Nation und war für Democracy Now! tätig. Ab Februar 2014 war er zusammen mit Laura Poitras und Glenn Greenwald zentrale Figur von The Intercept.

## Herkunft
Scahills Eltern waren Aktivisten, er wuchs in Milwaukee auf und besuchte dort einige Hochschulen, bis er das Studium abbrach, weil er seine Zeit lieber „dem Kampf um Gerechtigkeit in diesem Lande“ widmen wollte.
Während seiner Arbeit in der größten Obdachlosenunterkunft von Los Angeles hörte er einen Radiobeitrag Amy Goodmans, die ihn nach seinem Umzug nach New York in die Bewegung um „Democracy Now!“ integrierte.

## Karriere

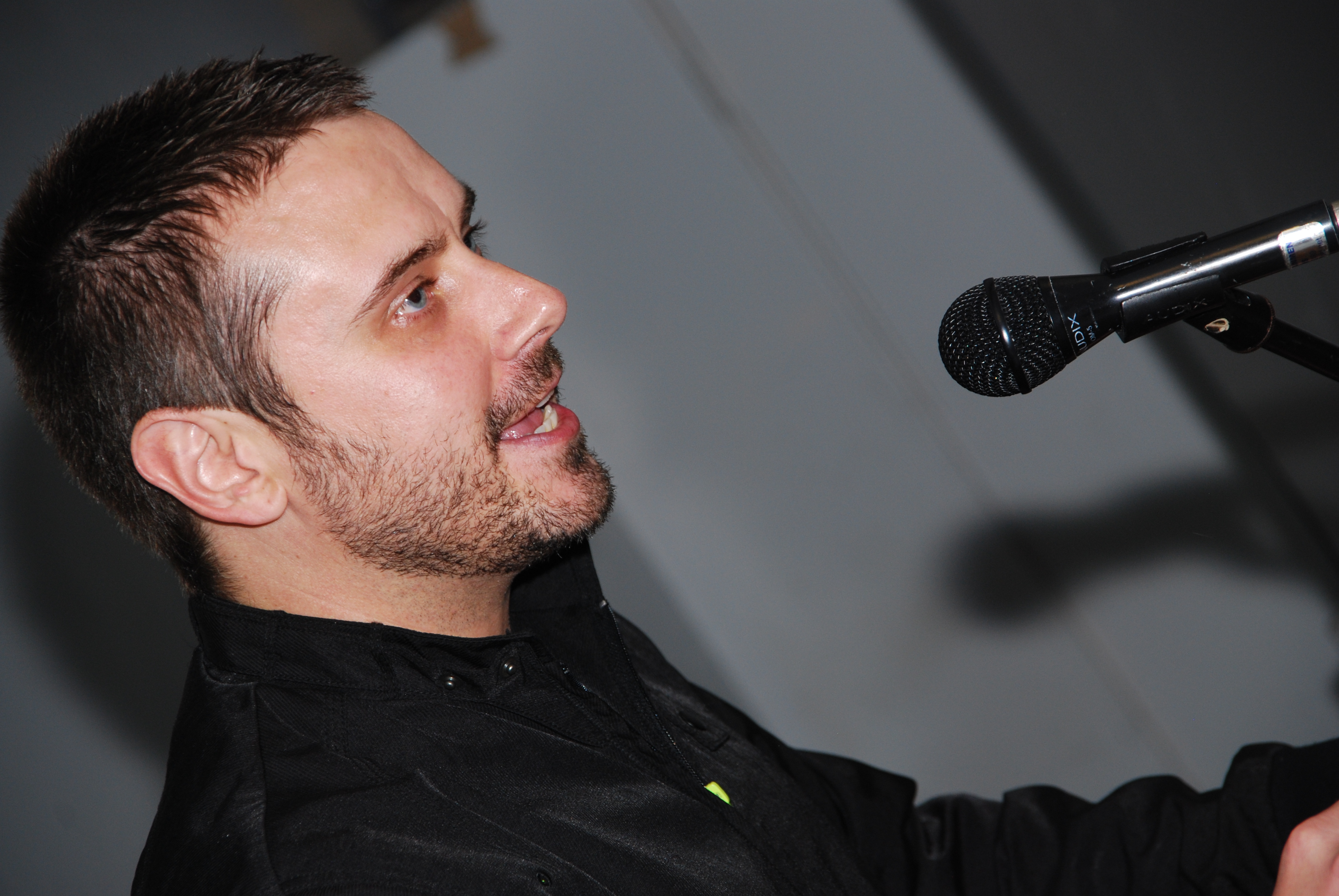
Scahill, 2009

Scahill ist Senior-Produzent bei „Democracy Now!“ und erhielt 1998 zusammen mit Goodman für die Sendung „Drilling and Killing“ (Bohren und Töten), die einen möglichen Zusammenhang zwischen dem Tod zweier nigerianischer Umweltaktivisten und dem Energiekonzern Chevron untersuchte, den George Polk Award. Er berichtete mehrfach aus dem Irak, Serbien während des Sturzes von Slobodan Milošević, Afghanistan, Somalia und anderen Krisenregionen.
Sein Werk Blackwater: Der Aufstieg der mächtigsten Privatarmee der Welt wurde 2008 Bestseller, unter anderem der New York Times.
Auf Grund Scahills Recherchen wurde er mehrfach zu Anhörungen im US-Congress geladen, beispielsweise 2010 vor das House Judiciary Committee, wo er aussagte:

“As the war rages on in Afghanistan and—despite spin to the contrary—in Iraq as well, US Special Operations Forces and the Central Intelligence Agency are engaged in parallel, covert, shadow wars that are waged in near total darkness and largely away from effective or meaningful Congressional oversight or journalistic scrutiny. The actions and consequences of these wars is seldom discussed in public or investigated by the Congress. The current US strategy can be summed up as follows: We are trying to kill our way to peace. And the killing fields are growing in number.”

„Während der Krieg in Afghanistan und – trotz Versuchen, das anders darzustellen – genauso im Irak wütet, kämpfen US-Spezialeinsatzkommandos und die CIA in parallelen, verdeckten Schattenkriegen in nahezu vollständiger Dunkelheit und weit entfernt von effektiver oder wirkungsvoller Kontrolle durch den Kongress oder Journalismus. Die Effekte und Konsequenzen dieser Kriege werden selten in der Öffentlichkeit diskutiert oder durch den Kongress untersucht. Die momentane Strategie der Vereinigten Staaten kann wie folgt zusammengefasst werden:
Wir versuchen, uns zum Frieden hin zu töten. Und die Zahl der Schlachtfelder, auf denen wir das tun, wächst stetig.“

Seit der Enthüllung der CIA-Black Site in Somalia und dem Bekanntwerden von offiziellen Listen mit zu tötenden illegalen Kämpfern wird Scahill als Experte für Extralegale Hinrichtung betrachtet.
Das April 2013 erschienene Buch Dirty Wars wurde unter dem gleichen Titel verfilmt und in Deutschland von der ARD gezeigt.
Seit 2014 gibt es The Intercept, für das Scahill bis 2024 leitend tätig war. Im Januar startete die Webseite den Podcast Intercepted, der regulär von Scahill moderiert wird.

“A primary function of The Intercept is to insist upon and defend our press freedoms from those who wish to infringe them. We are determined to move forward with what we believe is essential reporting in the public interest and with a commitment to the ideal that a truly free and independent press is a vital component of any healthy democratic society. We believe the prime value of journalism is that it imposes transparency, and thus accountability, on those who wield the greatest governmental and corporate power. Our journalists will be not only permitted, but encouraged, to pursue stories without regard to whom they might alienate.”

„Elementare Funktion von The Intercept ist es, auf Pressefreiheit zu bestehen und gegenüber denjeingen zu verteidigen, die diese verletzen. Wir sind bestimmt, uns vorwärts zu bewegen in dem, was wir für essentielles Berichten im öffentlichen Interesse halten. Unsere Hingabe gilt dem Ideal der wahrlich freien und unabhängigen Presse als vitale Komponente in jeglicher gesunden demokratischen Gesellschaft. Wir glauben, dass es grundlegende Aufgabe von Journalismus ist, Transparenz zu schaffen und die Verantwortlichkeit von denen zu zeigen, welche die größte politische und unternehmerische Macht innehaben. Unseren Journalisten wird nicht nur gestattet, sondern sogar empfohlen sein, Geschichten ohne Rücksicht darauf zu verfolgen, wer gegen sie aufgebracht werden könnte.“

Im Juli 2024 gab Scahill bekannt, The Intercept zu verlassen und mit Drop Site News eine neue Publikation zu lancieren.

## Auszeichnungen
- George Polk Award für „Drilling and Killing“, 1998
- George Polk Award für „Blackwater: The Rise of the World’s Most Powerful Mercenary Army“, 2008[6]
- Izzy Award, 2010[7]
- Windham–Campbell Literature Prize – in der Kategorie „Non-Fiction“ (deutsch: Sachbuch), 2013[8]
- Thomas Merton Award, 2014

## Veröffentlichungen
- Jeremy Scahill: Blackwater: Der Aufstieg der mächtigsten Privatarmee der Welt. Kollektiv Druck-Reif, 1. September 2009, ISBN 978-3-499-62486-5.
- Jeremy Scahill: Schmutzige Kriege. Amerikas geheime Kommandoaktionen. Antje Kunstmann Verlag, 9. Oktober 2013, ISBN 978-3-88897-868-5.
- Jeremy Scahill, The Staff of The Intercept: The Assassination Complex: Inside the Government’s Secret Drone Warfare Program. 3. Mai 2016, ISBN 978-1-78125-772-2.